# Korea Północna na Letnich Igrzyskach Olimpijskich 1992
Koreę Północną na Letnich Igrzyskach Olimpijskich 1992 reprezentowało 64 zawodników: 36 mężczyzn i 28 kobiet. Był to 4 start reprezentacji Korei Północnej na letnich igrzyskach olimpijskich. Reprezentacja Korei Północnej zdobyła 9 medali, co jest najlepszym dotychczasowym osiągnięciem.

## Zdobyte medale
| Medal | Zawodnik               | Dyscyplina           | Konkurencja                          | Rezultat                                                                                     |
| ----- | ---------------------- | -------------------- | ------------------------------------ | -------------------------------------------------------------------------------------------- |
| Złoto | Choi Chol-su           | Boks                 | waga musza (do 51 kg)                | w finale pokonał Kubańczyka Raúla Gonzáleza                                                  |
| Złoto | Pae Gil-su             | Gimnastyka           | ćwiczenia na koniu z łękami mężczyzn | 9,925 pkt                                                                                    |
| Złoto | Kim Il                 | Zapasy               | styl wolny waga do 48 kg             | w finale pokonał reprezentanta Korei Południowej Kim Jong-Shin                               |
| Złoto | Li Hak-son             | Zapasy               | styl wolny waga do 52 kg             | w finale pokonał Amerykanina Zeke Jones                                                      |
| Brąz  | Ri Gwang-sik           | Boks                 | waga kogucia (do 54 kg)              | w półfinale przegrał z Irlandczykiem Wayne'em McCulloughem                                   |
| Brąz  | Kim Myong-nam          | Podnoszenie ciężarów | waga do 75 kg mężczyzn               | 352,5 kg                                                                                     |
| Brąz  | Li Bun-hui             | Tenis stołowy        | gra pojedyncza kobiet                | w półfinale przegrała z Chinką Qiao Hong 0:3 (13:21, 20:22, 14:21)                           |
| Brąz  | Li Bun-hui, Yu Sun-bok | Tenis stołowy        | gra podwójna kobiet                  | w półfinale przegrały z deblem chińskim Chen Zihe – Gao Jun 1:3 (12:21, 21:17, 13:21, 19:21) |
| Brąz  | Kim Yong-sik           | Zapasy               | styl wolny waga do 57 kg             | w walce o brązowy medal pokonał Turka Remzi Musaoglu                                         |

## Skład kadry

### Boks
Mężczyźni
- O Chong-chol waga papierowa do 48 kg – 9. miejsce,
- Choi Chol-su waga musza do 52 kg – 1. miejsce,
- Li Gwang-sik waga kogucia do 54 kg – 3. miejsce,
- Li Chil-gun waga piórkowa do 57 kg – 17. miejsce,
- Yun Yong-chol waga lekka do 60 kg – 17. miejsce,
- Kim Gil-nam waga półciężka do 81 kg – 17. miejsce,

### Gimnastyka
Kobiety
- Li Chun-mi

wielobój indywidualnie – 20. miejsce,
ćwiczenia wolne – 76. miejsce,
skok przez konia – 64. miejsce,
ćwiczenia na poręczach – 30. miejsce,
ćwiczenia na równoważni – 53. miejsce,
- Choi Gyong-hui

wielobój indywidualnie – 27. miejsce,
ćwiczenia wolne – 79. miejsce,
skok przez konia – 43. miejsce,
ćwiczenia na poręczach – 17. miejsce,
ćwiczenia na równoważni – 29. miejsce,
- Kim Gwang-suk

wielobój indywidualnie – 28. miejsce,
ćwiczenia wolne – 62. miejsce,
skok przez konia – 47. miejsce,
ćwiczenia na poręczach – 4. miejsce,
ćwiczenia na równoważni – 71. miejsce,
- Hwang Bo-sil

wielobój indywidualnie – 64. miejsce,
ćwiczenia wolne – 84. miejsce,
skok przez konia – 81. miejsce,
ćwiczenia na poręczach – 36. miejsce,
ćwiczenia na równoważni – 63. miejsce,
- An Myong-hwa

wielobój indywidualnie – 75. miejsce,
ćwiczenia wolne – 56. miejsce,
skok przez konia – 87. miejsce,
ćwiczenia na poręczach – 71. miejsce,
ćwiczenia na równoważni – 74. miejsce,
- Pak Gyong-sil

wielobój indywidualnie – 91. miejsce,
ćwiczenia wolne – 92. miejsce,
skok przez konia – 89. miejsce,
ćwiczenia na poręczach – 76. miejsce,
ćwiczenia na równoważni – 92. miejsce,
- Li Chun-mi, Choi Gyong-hui, Li Chun-mi, Hwang Bo-sil, An Myong-hwa, Pak Gyong-sil – wielobój drużynowo – 11. miejsce,
- Li Gyong-hui – gimnastyka artystyczna – indywidualnie – 17. miejsce,
- Chong Gum – gimnastyka artystyczna – indywidualnie – 27. miejsce,

Mężczyźni
- Pae Gil-su

wielobój indywidualnie – 29. miejsce,
ćwiczenia wolne – 53. miejsce,
skok przez konia – 61. miejsce,
ćwiczenia na poręczach – 61. miejsce,
ćwiczenia na drążku – 8. miejsce,
ćwiczenia na kółkach – 32. miejsce,
ćwiczenia na koniu z łękami – 1. miejsce,
- Sin Myong-su

wielobój indywidualnie – 69. miejsce,
ćwiczenia wolne – 40. miejsce,
skok przez konia – 55. miejsce,
ćwiczenia na poręczach – 75. miejsce,
ćwiczenia na drążku – 89. miejsce,
ćwiczenia na kółkach – 21. miejsce,
ćwiczenia na koniu z łękami – 79. miejsce,
- Cho Hun

wielobój indywidualnie – 74. miejsce,
ćwiczenia wolne – 56. miejsce,
skok przez konia – 37. miejsce,
ćwiczenia na poręczach – 64. miejsce,
ćwiczenia na drążku – 82. miejsce,
ćwiczenia na kółkach – 72. miejsce,
ćwiczenia na koniu z łękami – 82. miejsce,

### Judo
Kobiety
- Kang Yong-ok waga do 48 kg – 16. miejsce,

Mężczyźni
- Li Gwang waga do 65 kg – 36. miejsce,
- Park Yong-i waga do 71 kg – 18. miejsce,

### Kolarstwo szosowe
Kobiety
- Pak Chun-hwa – wyścig indywidualny ze startu wspólnego – 53. miejsce,
- Kim Gyong-hui – wyścig indywidualny ze startu wspólnego – 54. miejsce,
- Choi In-ae – wyścig indywidualny ze startu wspólnego – nie ukończyła wyścigu,

### Lekkoatletyka
Kobiety
- Mun Gyong-ae – maraton – 6. miejsce,
- Li Yong-ae – skok w dal – 25. miejsce,

Mężczyźni
- Ryu Ok-hyon – maraton – 80. miejsce,

### Łucznictwo
Kobiety
- Kim Jong-hwa – indywidualnie – 19. miejsce,
- Li Myong-gum – indywidualnie – 29. miejsce,
- Sin Song-hui – indywidualnie – 52. miejsce,
- Kim Jong-hwa, Li Myong-gum, Sin Song-hui – drużynowo – 7. miejsce,

### Podnoszenie ciężarów
Mężczyźni
- Gil Nam-su – waga do 52 kg – 6. miejsce,
- Kim Myong-sik – waga do 52 kg – nie sklasyfikowany (nie zaliczył żadnej udanej próby w podrzucie),
- Kim Yong-chol – waga do 56 kg – 7. miejsce,
- Ro Hyon-il – waga do 60 kg – 6. miejsce,
- Li Jae-son – waga do 60 kg – 8. miejsce,
- Im Sang-ho – waga do 67,5 kg – 7. miejsce,
- Kim Myong-nam – waga do 75 kg – 3. miejsce,
- Pak Ui-myong – waga do 75 kg – 15. miejsce,
- Chon Chol-ho – waga do 82,5 kg – 4. miejsce,
- Yun Chol – waga do 90 kg – 12. miejsce,

### Skoki do wody
Kobiety
- Kim Myong-son – trampolina 3 m – 28. miejsce,
- Kim Hye-ok – trampolina 3 m – 29. miejsce,
- Kim Chun-ok – wieża 10 m – 18. miejsce,
- Ryu Un-sil – wieża 10 m – 23. miejsce,

### Strzelectwo
Kobiety
- Paek Jong-suk – pistolet sportowy – 26. miejsce,
- Chow Un-ju – karabin małokalibrowy, trzy pozycje 50 m – 36. miejsce,

Mężczyźni
- Ryu Myong-hong

pistolet pneumatyczny 10 m – 26. miejsce,
pistolet dowolny 50 m – 28. miejsce,
- So Gil-san

pistolet pneumatyczny 10 m – 31. miejsce,
pistolet dowolny 50 m – 16. miejsce,
- Kim Bong-chol – pistolet szybkostrzelny 25 m – 20.miejsce,
- Kim Man-chol – ruchoma tarcza 10 m – 7. miejsce,
- Li Yong-chol – ruchoma tarcza 10 m – 22. miejsce,

Open
- Pak Jong-ran – skeet – 33. miejsce,
- Sin Nam-ho – skeet – 51. miejsce,

### Tenis stołowy
Kobiety
- Li Bun-hui – gra pojedyncza – 3. miejsce,
- Yu Sun-bok – gra pojedyncza – 5. miejsce,
- Kim Hye-yong – gra pojedyncza – 9. miejsce,
- Li Bun-hui, Yu Sun-bok – gra podwójna – 3. miejsce
- Kim Hye-yong, [[]] – gra podwójna – 9. miejsce,

Mężczyźni
- Li Gun-sang – gra pojedyncza – 9. miejsce,
- Choi Kyong-sob – gra pojedyncza – 17. miejsce,
- Kim Song-hui – gra pojedyncza – 17. miejsce,
- Kim Jin-myong, Kim Song-hui – gra podwójna – 9. miejsce,
- Choi Kyong-sob, Li Gun-sang – gra podwójna – 17. miejsce,

### Zapasy
Mężczyźni
- Kim Il – styl wolny waga do 48 kg – 1. miejsce,
- Li Hak-son – styl wolny waga do 52 kg – 1. miejsce,
- Kim Yong-sik – styl wolny waga do 57 kg – 3. miejsce,
- Kim Gwang-chol – styl wolny waga do 62 kg – odpadł w eliminacjach,